# Политические мифы
Полити́ческие мифы — современные мифы, создаваемые политиками, политическими партиями и средствами массовой информации, преимущественно иррациональное отражение в индивидуальном и массовом сознании политической реальности и основных общественных ценностей.

## Понятие
Политические мифы являются наиболее распространённой темой исследований по современной мифологии. Ролан Барт рассматривал современность как привилегированное поле для мифологизирования. По его мнению, из орудия архаического образного мышления миф превращается в инструмент политической демагогии. Мирча Элиаде трактовал социализм в качестве нового эсхатологического мифа. О политических мифах писали также Ж. Сорель, Р. Нибур, Х. Хэтфилд, Дж. Меркус, А. Сови и др.
Политолог Ю. Ж. Шайгородский определяет политический миф как

целостное, упрощенное, преимущественно иррациональное отражение в индивидуальном и массовом сознании политической реальности и основных общественных ценностей, своеобразный символический способ их интерпретации, моделирование мира и социальной жизни; инструмент реализации конкретных политических задач — борьбы за власть, её легитимации, утверждение новой политической идеологии и тому подобное; интегрированная форма мифологического и политического сознания; особый вид мифа, сохраняющий в коллективной памяти народа его социальный опыт, императивы духовно-нравственного измерения политических процессов.
Существует также явление, названное С. Ю. Неклюдовым агитлегенда, разновидность городской легенды, распространяемой властными институтами с целью достижения мобилизации общества. В случаях, когда агитлегенда соответствует тревогам общества, после её введения по каналам СМИ она начинает циркулировать независимо от усилий властных институтов, обрастает импровизированными подробностями и постепенно передаваясь по горизонтальным коммуникационным каналам становится фольклорным текстом.

## Основные признаки
Основными признаками современного политического мифа считают, как правило, его всеобщность, консервативность, синкретичность, биполярность, персонифицированный и манипулятивный характер, архетипность, символическое сопровождение. 
Элементами политического мифа являются: архетип определённой ситуации, связанной с осуществлением мер социального регулирования и принуждения, содержание конкретного опыта, полученного в ситуациях, объединённых этим архетипом, и систему аллегорических образов, функциональная символика которых соотносит «желаемое» с «должным», то есть со сложившимся архетипом. Значимость политического мифа заключается в возможности вызывать к жизни тот архетип, который позволит задать определённый мотив деятельности — через рекламу, ритуал и тому подобное. Архетип делает возможным объединение желаемого и должного — сначала в мифологических категориях (на языке политических метафор), впоследствии — в политической деятельности. 
 Различают «краткосрочные» и «долгосрочные» (вечные) мифы. Краткосрочные или технологические мифы, создаваемые для реализации конкретных политических задач. Это «мифы на один день» или псевдомифов, поскольку они не укоренены в архетипах человеческого сознания. Зато «вечные» мифы вписаны в структуру ментальности народа. 
Политический миф — это архетипическая конструкция, которая определяет существование определённой политической системы и особую роль в ней личности или политической организации. Политический миф, по мнению Ю. Шайгородского, становится наиболее действенным средством в кризисные периоды общественного развития — во время войн, революций, реформ и тому подобное. С помощью мифа общество может восстанавливать разрушенную картину мира.
При создании идеологических текстов, при агитации, политических дебатах, создании любого идеологизированного информационного пространства используются метафорические образы, связанные с архетипами массового сознания и универсальными мотивами, языковые, сценические, технические и иные средства, затрагивающие эмоционально-чувственную сторону сознания: образы «золотого века», «конца света», «великой расы», «вечной справедливости», эпических героев, спасителей, благодетелей и др. (PR-мифологемы). Система образов навязывается адресату благодаря воздействию на глубинные структуры мифологического сознания. К политическим мифам близки маркетинговые мифы.

## Отличия от традиционной мифологии
Ю. Ж. Шайгородский отмечает, что архаичные и современные политические мифы существенно отличаются. Если архаичная мифология преимущественно космологически смоделирована, то современная мифология — социально направлена. Основной задачей архаического мифа было объяснение мира, построение единой целостной картины мировосприятия, целью же современного политического мифа является своеобразное обоснование жизни социума, определённая интерпретация общественных процессов. Современное мифотворчество осложнено переоценкой длительного исторического процесса, взаимообменом культур и традиций, новыми тенденциями общественного развития. Из-за распространения мифологем формируется новая мировоззренческая парадигма, которая при условии одобрения её политическими субъектами и восприятия со стороны общества может превратиться в действенную идеологию. Хотя политический миф в целом является иррациональным феноменом, он способен сочетать в себе сознательное и бессознательное, реальное и идеальное, рациональное и иррациональное.
А. Л. Топорков обозначает следующие различия между политическим и традиционным мифотворчеством:
1. в современных мифах объектами являются не боги, предки и культурные герои, а реальные люди и события настоящего и недавнего прошлого
2. политические мифы не наследуются из глубины веков
3. распространение политических мифов осуществляется не при помощи сакральных текстов и устным путём, а через средства массовой информации[1].

По выражению С. Ю. Неклюдова, «по идущим из глубины веков архаическим моделям в современной политике и идеологии воссоздаются старые мифы в новых социальных и национальных оболочках». По мнению Неклюдова, информационная (коммуникационная) революция облегчила манипулирование массовым сознанием и обеднила символический состав мифологических представлений. На место разнообразия культурной символики приходят политические мифы и мифы массовой культуры..

## Природа и функции
Мифы являются объектом не только религиозной, литературной и исторической, но и социально-политической реальности, активно отражающимся в средствах массовой информации и формирующимся как элемент определённой идеологии. Как в обществах периода архаики мифы осуществляли функцию установок поведения в социальной группе и организации основ общественного сознания, так и в контексте современной действительности миф способствует установлению поведенческих парадигм и моделированию концептов социально-политической реальности при помощи целостных чувственно-образных средств. Отсюда следует, что миф как архетип в сфере коллективного бессознательного является элементом массового сознания и подразумевает процессы, свойственные идеологии. Жорж Сорель, привнёсший в философию Нового Времени идею социального мифа как фактора эволюции общественной организации, определял идеологию как рациональную структуру, включенную в миф. Однако термины «политический миф» и «политическая идеология» не являются идентичными, так как политическая мифология — мифологическое сознание, эмоционально окрашенное, чувственное представление о политической действительности, замещающее и вытесняющее реальное представление о ней и её подлинное знание. При субъективности позиции, осуществляемой в отображении социальной действительности для отстаивания интересов определённых политических группировок, миф, в отличие от идеологии, не имеет чёткой целью изменение, преобразование государственного строя и социальных отношений, и представляет собой явление статичное. Таким образом, политический миф формирует политическое мироощущение, идеологические и психологические установки. Популяризация политических мифов происходит по причине дефицита объективной информации, столкновения с новыми неконтролируемыми явлениями и служит эффективным средством манипуляции массовым сознанием.

## Основная тематика
- «о заговоре» — соотносится с теорией заговора, рассматривая социально-политические события и явления как результат действия тайных группировок в образе врага[16].
- «о золотом веке» — может трактоваться либо как миф о первоначальном обществе благоденствия, существовавшем в древние времена, уничтоженном и канувшем в века и воспринимающимся идеализированно и утопично; либо как идея утопичного будущего, в контексте которой все предыдущие периоды истории рассматриваются как предыстория, существование которой оправдано лишь в той мере, в какой она подготавливала это идеальное будущее.
- «о спасителе» — исходит от концепции «культурного героя» в героических мифах с перенесением её на реальных политических деятелей (Элиаде приводит пример — образы Ленина и Сталина в коммунистической идеологии).
- «о единстве» — может проявляться в различных формах, как единство народа и власти, сплоченности народных масс, нации, политической партии и т. д. основан на противопоставлении «свои» — «чужие», «мы» — «они».
- «об индивидуализме и личном выборе» — свобода достигается наличием права индивидуального выбора. «Отождествление личного выбора с человеческой свободой развивалось ещё в первой половине XVII века. Оба явления были продуктом зарождения рыночной экономики». Концепция индивидуализма оберегает право частной собственности на средства производства и одновременно выступает в качестве блюстителя индивидуального благосостояния.
- «о нейтралитете» — декларирует объективность средств массовой информации, беспристрастность правительства, а также нахождение деятельности система образования и науки вне сферы частных интересов.
- «о неизменной природе человека» — взгляд на человеческую природу влияет на поведение людей. Когда оценка негативна, или же просто ожидания не велики, преобладает пассивность. Идея индивидуального накопительства может служить аргументом того, что зачастую конфликтные отношения заложены в самой человеческой природе, а не навязаны социальными условиями. Наличие в СМИ большого количества информации об убийствах, утверждение хищнической природы человека, проводя параллель с животными — всё это придаёт человеческим возможностям пессимистическую оценку, и поддерживает в массовом сознании сомнения и неуверенность относительно человеческих перспектив.
- «об отсутствии социальных конфликтов» — подача в СМИ любого конфликта как исключительно индивидуального. Правдивый анализ и обсуждение социального конфликта может лишь усилить неравенство. Чтобы не вызывать у массовой аудитории чувства тревоги, «противоречивый материал» стараются исключить.
- «о плюрализме СМИ» — соотносится с идеей свободы выбора человека, а именно информационной свободы. Однако, несмотря на конкуренцию в борьбе за аудиторию, субъективная оценка информации и характер её преподнесения из разных источников одни и те же. Подобная ситуация характерна в обществах, где правящая элита осуществляет жесткий контроль за средствами массовой информации.